# Candidatus realium
Pour les articles homonymes, voir Candidatus (homonymie).
Candidatus realium ou candidata realium (abrégé en cand. real.) est un ancien grade universitaire jadis utilisé en Norvège. Il était conféré en mathématiques et en sciences naturelles. Il a été aboli en 1985. 
La durée d'études pour l’obtention de ce grade  était au début de 7 à 8 ans, y compris la thèse dont la préparation pouvait durer entre 2 et 4 années. À partir de 1985, la durée administrativement requise pour l'obtention du diplôme, y compris le travail de thèse, est fixée à 6 ans, même une longue tradition de soumission de thèses extensives conduit à une préparation qui, pour beaucoup d'étudiants, peut allonger la durée effective. Le grade est parfois traduit en PhD.  L'introduction du grade de Candidatus scientiarum (no) ou  cand. scient. (équivalent d'une maîtrise universitaire ès sciences) doit répondre au souhait de raccourcir d'un an au moins la durée des études par rapport au cand. real.